# Coryphospingus cucullatus
Il fringuello rosso pileato (Coryphospingus cucullatus), noto anche come fringuello dalla cresta rossa, è una specie di fringuello della famiglia Thraupidae. È originario dell'Argentina, Bolivia, Brasile, Ecuador, Guyana francese, Guyana, Paraguay, Perù, sul lato orientale delle Ande. Il suo habitat naturale sono le foreste subtropicali asciutte e tropicali, i boschi di pianura umide subtropicali e tropicali. È una specie comune e l'Unione internazionale per la conservazione della natura ha valutato il suo stato di conservazione come "a Rischio minimo".

## Descrizione
Il fringuello rosso pileato è lungo circa 13,5 centimetri (5,3 pollici). Sia il maschio che la femmina hanno un anello bianco intorno agli occhi. Il maschio presenta una cresta rossa contornata di nero, proprio come il fringuello grigio pileato, tuttavia al contrario di quest'ultimo il fringuello rosso pileato presenta una livrea rosso scuro, con il dorso rossastro ed il ventre rossastro-grigio. Nelle femmine la cresta rossa e nera è assente, mentre il resto del corpo è più marroncino. La gola della femmina è bianca, mentre il ventre è rosato.

## Distribuzione e habitat
Questo uccello ha un'ampia distribuzione in Sud America. Il suo areale comprende il Brasile meridionale e l'Argentina settentrionale, estendendosi da Brasilia e Rio de Janeiro verso sud fino a Buenos Aires e verso ovest fino alle pendici andine. Oltre a questo areale principale, ci sono diverse popolazioni isolate nelle valli montane aride in Ecuador, Perù e Bolivia, un'altra popolazione isolata nel nord del Brasile e un'altra nel Suriname, Guyana e Guyana francese. Questo uccello si trova raramente sopra i 1.500 metri (4.900 piedi), ma nell'area di Cusco nel Perù sud-orientale, può essere trovato fino a circa 2.000 metri (6.600 piedi).

## Tassonomia
Questa specie venne descritta per la prima volta dallo zoologo tedesco Philipp Ludwig Statius Müller, nel 1776. L'analisi molecolare ha dimostrato che insieme a C. pileatus, il fringuello grigio pileato, questa specie appartiene alla famiglia Thraupidae, la famiglia dei fringuelli. Questi due taxon formano un sister group per un gruppo che contiene il fringuello crestato fulvo, il fringuello dagli occhi neri, i Lanio, ed il fringuello testagrigia.
Esistono tre sottospecie riconosciute; C. c. cucullatus della Guyana, del Suriname e del Brasile nord-orientale; C. c. fargoi proveniente dal Perù, Bolivia, Paraguay occidentale e Argentina settentrionale; e C. c. rubescens dal Brasile, Paraguay orientale, Argentina nord-orientale e Uruguay.

## Conservazione
C. cucullatus è generalmente una specie comune ed il suo andamento demografico sembra essere stabile. Ha un areale molto ampio e l'Unione internazionale per la conservazione della natura ha valutato il suo stato di conservazione come "a Rischio minimo".